# Luis Ángel García
Luis Ángel García Flores (ur. 11 lutego 1984 w Monterrey) – meksykański piłkarz występujący na pozycji obrońcy, obecnie zawodnik Tijuany.

## Kariera klubowa
García pochodzi z miasta Monterrey i jest wychowankiem tamtejszego klubu Tigres UANL. Po kilku latach gry w juniorach i rezerwach, nie mogąc przebić się do pierwszego zespołu, został wypożyczony na okres roku do drugoligowej ekipy Querétaro FC, gdzie z kolei od razu wywalczył sobie miejsce w wyjściowej jedenastce. W wiosennym sezonie Clausura 2005 triumfował z nią w rozgrywkach drugiej ligi meksykańskiej, co wobec porażki w decydującym dwumeczu z San Luis nie zaowocowało jednak awansem drużyny do najwyższej klasy rozgrywkowej. Po powrocie do Tigres rozpoczął treningi z seniorskim zespołem i w meksykańskiej Primera División zadebiutował za kadencji szkoleniowca Leonardo Álvareza, 20 sierpnia 2005 w zremisowanym 1:1 spotkaniu z Guadalajarą. W styczniu 2006 triumfował ze swoim klubem w InterLidze, dzięki czemu mógł wziąć udział w Copa Libertadores, lecz pozostawał głębokim rezerwowym ekipy. W styczniu 2007 udał się na kolejne, tym razem sześciomiesięczne wypożyczenie do Querétaro FC, grającego już w pierwszej lidze, jednak po rozegraniu zaledwie dwóch meczów spadł z nim do drugiej ligi na koniec sezonu 2006/2007.
Latem 2007 García został wypożyczony po raz kolejny, tym razem do Tiburones Rojos de Veracruz, w którego barwach spędził rok, regularnie pojawiając się na boiskach, jednak na koniec sezonu 2007/2008 zanotował z nim drugi w swojej karierze spadek do drugiej ligi. On sam pozostał jednak w najwyższej klasie rozgrywkowej, zasilając drużynę beniaminka, Indios de Ciudad Juárez, gdzie przez sześć miesięcy był głębokim rezerwowym. W styczniu 2009 wypożyczono go do Atlante FC z miasta Cancún, w którym nie rozegrał żadnego oficjalnego spotkania, po czym, także na zasadzie wypożyczenia, ponownie przeszedł do drugoligowego Tiburones Rojos de Veracruz. Tam przeważnie był podstawowym piłkarzem zespołu, jednak nie odniósł z nim żadnego sukcesu, podobnie jak wiosną 2011, kiedy to po raz drugi został wypożyczony do Veracruz, jednak tym razem pełnił w nim rolę rezerwowego. W połowie 2012 roku podpisał umowę z Club Tijuana, gdzie już w pierwszym sezonie, Apertura 2012, wywalczył największe osiągnięcie w karierze, mistrzostwo Meksyku, lecz ani razu nie pojawił się wówczas na ligowych boiskach.
| Sezon     | Klub                        | Kraj   | Rozgrywki        | Mecze | Bramki |
| --------- | --------------------------- | ------ | ---------------- | ----- | ------ |
| 2004/2005 | Querétaro FC                | Meksyk | Liga de Ascenso  | 32    | 2      |
| 2005/2006 | Tigres UANL                 | Meksyk | Primera División | 3     | 0      |
| 2006/2007 | Tigres UANL                 | Meksyk | Primera División | 0     | 0      |
| 2006/2007 | Querétaro FC                | Meksyk | Primera División | 2     | 0      |
| 2007/2008 | Tiburones Rojos de Veracruz | Meksyk | Primera División | 18    | 0      |
| 2008/2009 | Indios de Ciudad Juárez     | Meksyk | Primera División | 1     | 0      |
| 2008/2009 | Atlante FC                  | Meksyk | Primera División | 0     | 0      |
| 2009/2010 | Tiburones Rojos de Veracruz | Meksyk | Liga de Ascenso  | 25    | 2      |
| 2010/2011 | Tigres UANL                 | Meksyk | Primera División | 0     | 0      |
| 2010/2011 | Tiburones Rojos de Veracruz | Meksyk | Liga de Ascenso  | 1     | 0      |
| 2011/2012 | Tigres UANL                 | Meksyk | Primera División | 0     | 0      |
| 2012/2013 | Club Tijuana                | Meksyk | Primera División |       |        |